# Milton Campbell
Milton Campbell (* 15. Mai 1976 in Atlanta) ist ein US-amerikanischer Sprinter.
Seine größten Erfolge feierte er beim 400-Meter-Lauf in der Halle. Hier stellte er mit der US-amerikanischen Staffel bei den Hallenweltmeisterschaften 1999 in Maebashi mit 3:02,83 min den damaligen Hallenweltrekord in der 4-mal-400-Meter-Staffel auf. Zwei weitere Goldmedaillen mit der Staffel gewann er bei den Hallenweltmeisterschaften 2003 in Birmingham und 2006 in Moskau. 1999 in Maebashi und 2001 in Lissabon gewann er zudem Silber als Einzelstarter.

## Persönliche Bestzeiten
- 200 m: 20,47 s, 1. Juni 2002 Atlanta
  - Halle: 20,42 s, 18, Februar 2006, Blacksburg
- 400 m: 44,67 s, 13. Juli 1997, Stuttgart
  - Halle: 45,60 s, 27. Februar 1999, Atlanta